# ماريا سيد
ماريا سيد (بالفنلندية: Maria Sid)‏ هي ممثلة فنلندية، ولدت في 13 مايو 1968 في فنلندا.

## وصلات خارجية
- ماريا سيد على موقع IMDb (الإنجليزية)
- ماريا سيد على موقع ميتاكريتيك (الإنجليزية)
- ماريا سيد على موقع روتن توميتوز (الإنجليزية)
- ماريا سيد على موقع ألو سيني (الفرنسية)
- ماريا سيد على موقع قاعدة بيانات الأفلام السويدية (السويدية)
- ماريا سيد على موقع قاعدة بيانات الفيلم (الإنجليزية)